# O Pulso (canção)
"O Pulso" é uma canção da banda de rock Titãs, lançada em 1989 no álbum Õ Blésq Blom.[carece de fontes?]

## Análise
Os versos da canção, atribuídos a Arnaldo Antunes, recorrem à enumeração exaustiva, percorrendo uma sequência de doenças ao mesmo tempo que reafirma a força da vida: "o pulso ainda pulsa". A canção também pode ser interpretada como versão patológica de Nome aos Bois, intercalando doenças com condições doentias.

## Paródia
Em 1990, a Rádio Transamérica parodiou "O Pulso" com uma canção no mesmo ritmo, intitulada "Tô Puto", referente ao mau desempenho da Seleção Brasileira de Futebol durante a Copa do Mundo na Itália.

## Doenças citadas na letra
As doenças são citadas conforme a ordem em que são citadas na letra.
| Nome                                        | CID-10                          | Detalhes |
| ------------------------------------------- | ------------------------------- | --- |
| O pulso ainda pulsa O pulso ainda pulsa     |                                 | |
| Peste bubônica                              | A20.0                           | Doença pulmonar ou septicêmica, infectocontagiosa, provocada pela bactéria Yersinia pestis, que é transmitida ao homem pela pulga através do rato-preto e de outros animais com os quais a pulga entre em contato. |
| Câncer                                      | C00—D48                         | Nome dado a mais de uma centena de doenças que têm em comum o crescimento celular desordenado e anormal, invadindo tecidos e órgãos. A divisão celular rápida desencadeia a formação de tumores. Suas causas são extremamente variadas. |
| Pneumonia                                   | J12—J18, P23                    | Um conjunto de doenças inflamatórias que acometem os espaços aéreos dos pulmões, cujos agentes infecciosos podem ser bactérias, vírus e fungos. |
| Raiva                                       | A82                             | Também denominada hidrofobia, é uma zoonose causada por um vírus RNA do gênero Lyssavirus, geralmente transmitido pela lambedura, mordedura ou arranhadura de um animal infectado (dentre eles, caninos, quirópteros e primatas), sendo as secreções uma forma secundária de contágio. Ao mesmo tempo, raiva é uma acepção equívoca: pois ao mesmo tempo em que define uma doença, também define um sentimento homônimo. |
| Rubéola                                     | B06                             | Transmitida por um vírus, o Rubella virus, causa sintomas como vermelhidão no corpo, febre baixa e surgimento de gânglios linfáticos. Se contraída na forma congênita, pode ser particularmente grave, deixando várias sequelas irreversíveis. |
| Tuberculose                                 | A15—A19                         | Também conhecida como tísica pulmonar, a tuberculose é uma doença infectocontagiosa, é provocada pelo bacilo de Koch, nome da bactéria Mycobacterium tuberculosis, afetando primariamente os pulmões, mas também outras partes do corpo, como rins, ossos, etc., cuja transmissão se dá através do ar, pela tosse (sintoma característico), espirros e fala da pessoa doente. |
| Anemia                                      | D50—D64                         | É um tipo de deficiência que afeta a produção de hemoglobina, a substância dos glóbulos vermelhos do sangue, muitas vezes provocada pela falta de ferro. Pode causar fraqueza e problemas na respiração e no coração. |
| Rancor                                      | —                               | Sentimento diretamente relacionado ao ódio, o rancor diferencia-se dele por seu conteúdo de intenso ressentimento provocado por uma ofensa vivida no pretérito, uma grande mágoa ou melindre, possuindo grande potencial para causar doenças psicossomáticas. |
| Cisticercose                                | B67—B71                         | Causada pela larva (cisticerco) de duas espécies de tênia (Taenia solium e Taenia saginata), através da ingestão de alimentos contaminados com os ovos da tênia. Assemelha-se à teníase, diferenciando-se desta porque esta última ocorre pela ingestão dos cisticercos. Os cisticercos podem atingir várias partes do corpo: a versão mais grave é neurocisticercose, que atinge o cérebro. |
| Caxumba                                     | B26                             | Popularmente denominada papeira, ou mais tecnicamente como parotidite, por atingir as glândulas salivares parótidas, é causada pelo vírus Paramyxovirus, transmitido pelas gotículas de saliva de pessoas contaminada. Causa, entre outros sintomas, inchaço no rosto. Em casos graves, pode causar esterilidade, surdez, meningite e até a morte. |
| Difteria                                    | A36                             | É o nome da doença também conhecida como crupe, causada pela toxina gerada pela bactéria Corynebacterium diphtheriae, transmitida pelo contágio direto com os doentes e suas secreções. Pode atingir as amígdalas, faringe, laringe, nariz e eventualmente, pele e mucosas. Dentre outros sintomas gerais, caracteriza-se pela dificuldade de respiração, levando à asfixia nos casos mais graves. |
| Encefalite                                  | A83—A86, B94.1, G05             | Engloba um conjunto de doenças que têm em comum uma inflamação do encéfalo, conjunto de estruturas do sistema nervoso central dentre as quais está o cérebro. Normalmente causada por vírus, provoca alterações de consciência (sonolência, confusão, etc), fraqueza em partes do corpo e a convulsões, dentre outras consequências graves. |
| Faringite                                   | J02, J31.2                      | Trata-se de uma inflamação na faringe, também conhecida como dor de garganta. A faringe está situada entre a laringe e as amígdalas, normalmente causada por bactérias ou vírus, embora também possa ser sintoma de outras doenças. O contágio se dá pela forma direta, através do ar e do contato com secreções orais, assim como pelo contato com substâncias irritantes (fumaça, tóxicos, tabaco, álcool e bebidas muito quentes). Causa dor, febre, dificuldade na deglutição e na fala e inchaço no pescoço, ocasionalmente otite e vômitos. A faringite bacteriana pode manifestar-se de forma ainda mais grave, com febre intensa, cefaleia, secreção purulenta na garganta e ataques de dispneia. |
| Gripe                                       | J10—J11                         | Doença infectocontagiosa provocada pelo vírus Influenza, afetando o trato respiratório, e que ocasionalmente pode sofrer mutação e passar a contaminar a espécie humana, provocando epidemias e até pandemias. Assemelha-se ao resfriado, que é causado por outros tipos de vírus, possui sintomas mais brandos, dura menos tempo e tem consequências menos graves. |
| Leucemia                                    | C91—C95                         | Um tipo específico de câncer que afeta a produção de glóbulos brancos na medula óssea, fazendo com que aqueles se multipliquem descontroladamente e percam a função de manter as defesas do organismo. |
| O pulso ainda pulsa O pulso ainda pulsa     |                                 | |
| Hepatite                                    | B15—B19, K70.1, K73, K75.3      | Trata-se do nome dado a vários tipos (pelo menos seis) de inflamações infecciosas do fígado, com vários graus de gravidade, que podem ser tratados apenas com repouso, uma situação crônica mas sustentável ou ter complicações graves como cirrose ou câncer e até levar à morte. Com tantos tipos, sua origem pode ser viral, bacteriana pelo consumo de produtos tóxicos (álcool, medicamentos, certas plantas). Evidentemente, suas formas de transmissão também são variadas: água e alimentos ingeridos contaminados por material fecal infectado, sangue, relações sexuais. |
| Escarlatina                                 | A38                             | É uma doença infectocontagiosa causada pelo bactéria Streptococcus pyogenes, causada pela hipersensibilidade às toxinas produzidas pela bactéria, causando assim sintomas diferentes em cada indivíduo. Normalmente afeta crianças em idade escolar. Transmitida de pessoa para pessoa através de gotículas de saliva ou de secreções infectadas. Caracteriza-se pelas erupções avermelhadas na pele (que começam pelo pescoço e pelo tronco e expandem-se por praticamente todo o corpo), pela febre e pela infecção na garganta. As complicações, embora raras, podem ser graves. |
| Estupidez                                   | —                               | Trata-se de uma condição relacionada à falta de razão e de inteligência na tomada de decisões e nas ações realizadas, normalmente usada como crítica aos demais e cuja definição abrange um largo espectro e uma grande quantidade de conceitos, nem sempre coerentes entre eles. |
| Paralisia                                   | G72.3,J38.0                     | Condição representada pela perda de função de um músculo, acompanhado em muitos casos de perda sensorial, causada por danos à medula espinhal ou ao sistema nervoso provocados por razões variadas e que podem ser parciais ou totais. |
| Toxoplasmose                                | B58                             | Doença infecciosa causada pelo protozoário Toxoplasma gondii. Esse protozoário está presente em quase todos os animais, geralmente de forma assintomática. No caso dos animais domésticos, o contato estreito pode causar o contágio, como no caso da convivência com os gatos domésticos e o contato com seus dejetos contaminados com os ovos do parasita, mesmo que indireto. Alimentos, de origem animal ou vegetal, também podem estar contaminados, especialmente se não forem completamente cozidos, fritos ou assados. Na maioria dos casos em seres humanos não há sintomas; todavia, em 10% dos casos pode haver febre, sintomas semelhantes aos da gripe e inchaço dos gânglios. Como o parasita não é erradicado, pode retornar se a pessoa tiver suas defesas imunológicas rebaixadas. Em gestantes, pode causar sérios problemas para o feto. |
| Sarampo                                     | B05                             | Trata-se de doença infecciosa, aguda, viral, extremamente contagiosa (através de tosse, espirros, fala ou respiração). Causa tosse persistente com febre, irritação ocular e coriza. Em seguida, surgem manchas avermelhadas características que começam no rosto e vão em direção às extremidades, com duração de alguns dias. Em casos mais graves causa otite, pneumonia, ataques convulsivos, lesão cerebral e morte. Suas complicações geralmente atingem as pessoas que estão mais enfraquecidas ou vulneráveis. A maneira mais efetiva de combate é através da vacinação. |
| Esquizofrenia                               | F20                             | Doença psiquiátrica caracterizada pela visão e pela audição de coisas inexistentes aos que rodeiam o portador, causando perda de contato com a realidade. Seu tratamento se dá através de medicação, somada à psicoterapia e aos projetos de reinserção social. |
| Úlcera                                      | H16.0, I83, K22.1, K25-28, etc. | É a denominação genérica dada a lesão epitelial a um determinado órgão interno ou à própria pele, com causas variadas conforme a parte do corpo atingida. Pode ser gástrica, duodenal, etc. |
| Trombose                                    | I80—I82                         | É doença causada pela formação de um trombo, um coágulo formado pela passagem do sangue em determinada veia ou artéria, com a possibilidade de causar graves sintomas, dependendo da região onde se forma. |
| Coqueluche                                  | A37                             | Também denominada pertússis ou tosse convulsa, é uma doença infectocontagiosa causada pelas bactérias Gram-negativas Bordetella pertussis e parapertussis (geralmente com sintomas mais tênues), que causa tosse violenta contínua e dolorosa, normalmente transmitida gotículas de saliva, expelidas durante a tosse, espirros ou durante a fala. Possui três fases: a primeira confunde-se com a gripe, sucedida pela fase aguda e característica, na qual os acessos de tosse causam vômitos, dificuldade de engolir, beber e respirar; tendo por fim a fase final, retornando à tosse normal. Bebês menores de seis meses estão sujeitos aos sintomas mais graves: convulsão, pneumonia, lesão cerebral e morte. A prevenção é possível através de vacina.                                                                                              |
| Hipocondria                                 | F45.2                           | Tipo de transtorno de ansiedade que foi dividido pelo Manual Diagnóstico e Estatístico de Transtornos Mentais em transtorno de ansiedade de doenças (caso do hipocondríaco que não sente doença alguma) e transtorno de sintomas somáticos (que consiste no exagero e na supervalorização de algum sintoma sentido), pelo medo constante de estar ou ficar doente. As consultas a médicos sem detecção de sintomas e os exames com resultados negativos ou dentro dos valores de referência levam o portador a crer que não esteja recebendo a devida assistência. Seu diagnóstico é difícil pelas semelhanças com o TOC (transtorno obsessivo-compulsivo) e a condição pode causar sérios problemas nos meios familiar, social e profissional, podendo ser tratada com psicoterapia ou tratamento psiquiátrico com remédios em casos mais sérios.          |
| Sífilis                                     | A50—A53                         | É uma doença infectocontagiosa, sexualmente transmissível, causada pela bactéria Treponema pallidum. Seu contágio também pode acontecer pelo sangue, pelo sangue contaminado, ou durante a gestação, da mãe para o feto. Caracteriza-se pelo surgimento de lesões, também conhecidas como cancro duro, que atingem principalmente os genitais. Os sintomas desaparecem, mas a doença continua ativa, agravando-se e causando manchas vermelhas na pele e nas mucosas e por fim causando danos ao sistema nervoso central. |
| Ciúmes                                      | —                               | Trata-se de um sentimento que, passado de certa medida, envolve uma expressão doentia de possessividade e agressividade sobre outra pessoa em uma relação, baseado na desconfiança e no medo. |
| Asma                                        | J45                             | É uma doença comum das vias aéreas ou brônquios (tubos que conduzem o ar aos pulmões), caracterizada pela falta de ar, pela dificuldade de respirar, chiado no peito e tosse, variando de indivíduo para indivíduo e possuindo "gatilhos" relacionados a alergias. Sua causa exata não é conhecida, acreditando-se que seja uma composição de fatores genéticos, tais como história familiar de alergias respiratórias - asma ou rinite - e ambientais. |
| Cleptomania                                 | F63.2                           | Trata-se de um distúrbio do controle dos impulsos, no qual a pessoa vê-se compelida a apossar-se de objetos que lhe tomam a atenção e lhe causam ansiedade. A cleptomania também pode estar associada ao TOC (transtorno obsessivo-compulsivo, à depressão e a outros transtornos de personalidade. |
| O corpo ainda é pouco O corpo ainda é pouco |                                 | |
| Reumatismo                                  | M79                             | Termo empregado para definir várias doenças reumatológicas diferentes, de mecanismo autoimune, com dores e/ou inflamações nas articulações ("juntas") e que podem englobar a artrose, a artrite reumatoide, o lúpus, a fibromialgia, dentre outras. |
| Raquitismo                                  | E55                             | Circunstância associada a deformidades causadas por falhas na mineralização óssea em crianças. Podem ter origem renal, medicamentosa ou relacionada a síndromes hereditárias, mas comumente está relacionada à insuficiência alimentar, causada pela deficiência de vitamina D, cálcio, etc. |
| Cistite                                     | N30                             | Trata-se da inflamação da bexiga urinária, normalmente de origem bacteriana (ocasionalmente associado a medicamentos, diabetes, menopausa, entre outros), causando sintomas como dor e ardência durante a micção, febre, fraqueza, mal-estar em geral.. |
| Disritmia                                   | G47.2, I49                      | Disritmia é um termo que assume dois significados de problemas de saúde distintos: o mais grave é a arritmia cardíaca, definida como qualquer modificação do ritmo normal do coração, por distúrbios na formação e/ou na condução do estímulo, podendo eventualmente levar à insuficiência cardíaca ou à insuficiência coronária. A outra condição é a disritmia circadiana, assim chamada porque afeta o ritmo circadiano, o ciclo biológico diário de todos os seres vivos, cuja versão mais conhecida é o jet lag, que afeta viajantes em voos que atravessam vários fusos horários. |
| Hérnia                                      | K40—K46                         | Termo geral que descreve a protrusão (i.e., a projeção para fora) de uma estrutura orgânica, em função de defeito ou do enfraquecimento dessas estruturas (normalmente músculos, mas também cartilagens, entre outros). Designam condições variadas: inguinal, umbilical, epigástrica, femoral, de disco, etc. |
| Pediculose                                  | B85                             | Nome científico dado às infestações de piolhos, insetos sugadores de sangue da ordem Phthiraptera, cuja vida se dá na superfície da pele e entre os pelos dos seres parasitados. No caso da espécie humana, geralmente a infestação no couro cabeludo e nos cabelos (Phthirus humanus capitis), ainda que possa acontecer nos pelos corporais em geral (Phthirus humanus humanus) e nos pelos pubianos, neste último caso através do piolho-da-púbis (Phthirus pubis). Os sintomas em geral envolvem coceira na região atingida: no corpo, envolvem também escoriações, pápulas e na região pubiana podem causar pruridos. O tratamento se dá através de medicação tópica e oral, além de medidas que envolvem calor em roupas e utensílios utilizados por pessoas com o problema.                                                                          |
| Tétano                                      | A33—A35                         | É uma infecção aguda e grave, causada pelo bacilo Clostridium tetani, que ingressa no organismo através de ferimentos ou lesões na pele, sem transmissão direta (indivíduo-indivíduo). Caracteriza-se pelo aumento da tensão muscular que, dependendo da região afetada, pode causar graves contraturas, dificuldade de deglutição e até insuficiência respiratória. O tétano neonatal atinge recém-nascidos em função de contaminação pelo coto umbilical por falta de assepsia nos instrumentos e/ou no procedimento, afetando o sistema nervoso. Em todos os casos, se não for prontamente tratada, pode levar à morte. |
| Hipocrisia                                  | —                               | Numa definição simples, hipocrisia é externar bons sentimentos, ideias e opiniões apreciáveis, que não correspondem àquilo que se sente internamente. Na religião, especialmente na religião cristã, a hipocrisia consiste em mostrar-se religioso sem servir a Deus de coração, uma situação descrita em Mateus 23:28: "Assim também vós exteriormente pareceis justos aos homens, mas, por dentro, estais cheios de hipocrisia e iniquidade". |
| Brucelose                                   | A23                             | Também conhecida como febre do Mediterrâneo, febre de Malta e febre da Crimeia e febre ondulante. Patologia infecciosa causada pelo gênero de bactérias Brucella, que normalmente afeta animais (caprinos, ovinos, camelídeos, suínos, bovinos, caninos, etc). e que passa para os seres humanos que consomem produtos de origem animal contaminados (especialmente leite e queijo com matéria-prima não pasteurizada) ou entram em contato direto com os animais contaminados. Alguns de seus sintomas assemelham-se aos da gripe, diferenciando-se conforme aumenta a gravidade, tais como dores no peito e abdominais, aumento do fígado e do baço. Apesar da dificuldade de diagnóstico, devido à semelhança com sintomas de outras doenças, os casos graves e o índice de mortalidade são baixos.                                                      |
| Febre tifoide                               | A01                             | Doença causada pela bactéria Salmonella enterica sorotipo Typhi, causa mal-estar geral, febre alta, diarreia, aumento do baço. O contágio se dá através do contato com excreções e secreções da pessoa contaminada, assim como a contato com água contaminada ou alimentos contaminados pelo contato com a água contaminada. Exige atendimento médico imediato, pois se não tratada, a febre tifoide pode levar à morte. |
| Arteriosclerose                             | I25.1                           | Não deve ser confundida com a aterosclerose. Caracteriza-se pelo depósito de lipídios nas artérias, que podem levar ao bloqueio da passagem sanguínea e a ataques do coração e derrames. |
| Miopia                                      | H52.1                           | É um erro de refração que afeta a visão à distância, causado pelo alongamento do globo ocular ou pela distância focal curta do cristalino. Pode ter como sintomas visão embaçada, dificuldade de leitura, dor de cabeça, lacrimejamento ou tensão ocular. Ao mesmo tempo, em função dessa dificuldade de visualização de objetos à distância, a miopia possui outro sentido, metafórico, de não enxergar detalhes de questões à frente. |
| Catapora                                    | B01                             | Outro nome da varicela, é uma doença infectocontagiosa provocada pelo Vírus Varicela-Zoster (VVZ). Trata-se de uma doença muito comum na infância, sendo normalmente benigna nessa fase, embora cause irritação e cansaço em função dos sintomas (febre, falta de apetite, manchas vermelhas que coçam). Ter tido a doença geralmente torna a pessoa imune, ainda que em alguns casos o vírus latente seja reativado e provoque outra doença, o herpes-zóster (ou cobreiro). Em adultos não imunes, a varicela torna-se mais grave, trazendo comprometimento respiratório e em gestantes, complicações para o feto. |
| Culpa                                       | —                               | Trata-se de uma palavra com múltiplas definições, tais como falta involuntária, ou a prática não intencional de uma obrigação, delito ou crime, questão relevante no Direito Civil e no Direito Penal. Na música, trata-se do sentimento consciente, a emoção que acomete alguém que cometeu uma falta. |
| Cárie                                       | K02                             | É um tipo de doença infecciosa transmissível, de origem bacteriana, que atinge os tecidos dentários (esmalte e dentina), formando uma cavidade que pode destruir completamente o dente. Possui múltiplas causas, geralmente relacionadas pela deposição de ácidos dos alimentos servindo de substrato para o crescimento das bactérias, especialmente a Streptococcus mutans. Se não tratada, a cárie causa dor e pode vir a destruir o dente. |
| Câimbra                                     | R25.2                           | Trata-se de uma contração involuntária dos músculos voluntários, causada pelo estresse e pela fadiga do tecido muscular, geralmente nos músculos maiores e/ou mais exigidos, tais como os da panturrilha. Sua origem está no desequilíbrio dos sais minerais - falta ou excesso de eletrólitos: especialmente potássio, sódio e magnésio, atividade física, uso de diuréticos e suplementos. |
| Lepra                                       | A30                             | Denominação da doença conhecida como hanseníase, morfeia, mal de Hansen ou mal de Lázaro, causada pelo bacilo de Hansen (Mycobacterium leprae), afetando principalmente a pele e os nervos, com desenvolvimento lento e progressivo e causando perda de sensibilidade e deformidades se não detectada e tratada a tempo. |
| Afasia                                      | R47.0                           | É uma perturbação na formulação da linguagem, geralmente causada por lesões cerebrais. |
| O pulso ainda pulsa O corpo ainda é pouco   |                                 | |

## Uso por Olavo de Carvalho
Ao convocar pessoas em manifestações pró-governo do presidente do Brasil Jair Bolsonaro, e contra as lideranças da Câmara e do senado federal, Rodrigo Maia e Davi Alcolumbre, o filósofo e apoiador de Bolsonaro Olavo de Carvalho usou a canção como fundo de um vídeo.Arnaldo Antunes, Nando Reis e os Titãs desaprovaram o uso da faixa. Arnaldo inclusive abriu um inquérito na justiça contra Olavo por uso indevido da obra.

## Prêmios e indicações
| Ano  | Prêmio                      | Categoria                         | Resultado | Ref.   |
| ---- | --------------------------- | --------------------------------- | --------- | ------ |
| 1990 | Prêmio Bizz Melhores do Ano | Melhor Música Nacional - Leitores | 3º lugar  | [ 10 ] |